# Philip Deignan
Philip Deignan (nascido em 7 de setembro de 1983) é um ciclista profissional irlandês que competiu no ciclismo nos Jogos Olímpicos de Verão de 2008, representando a Irlanda.

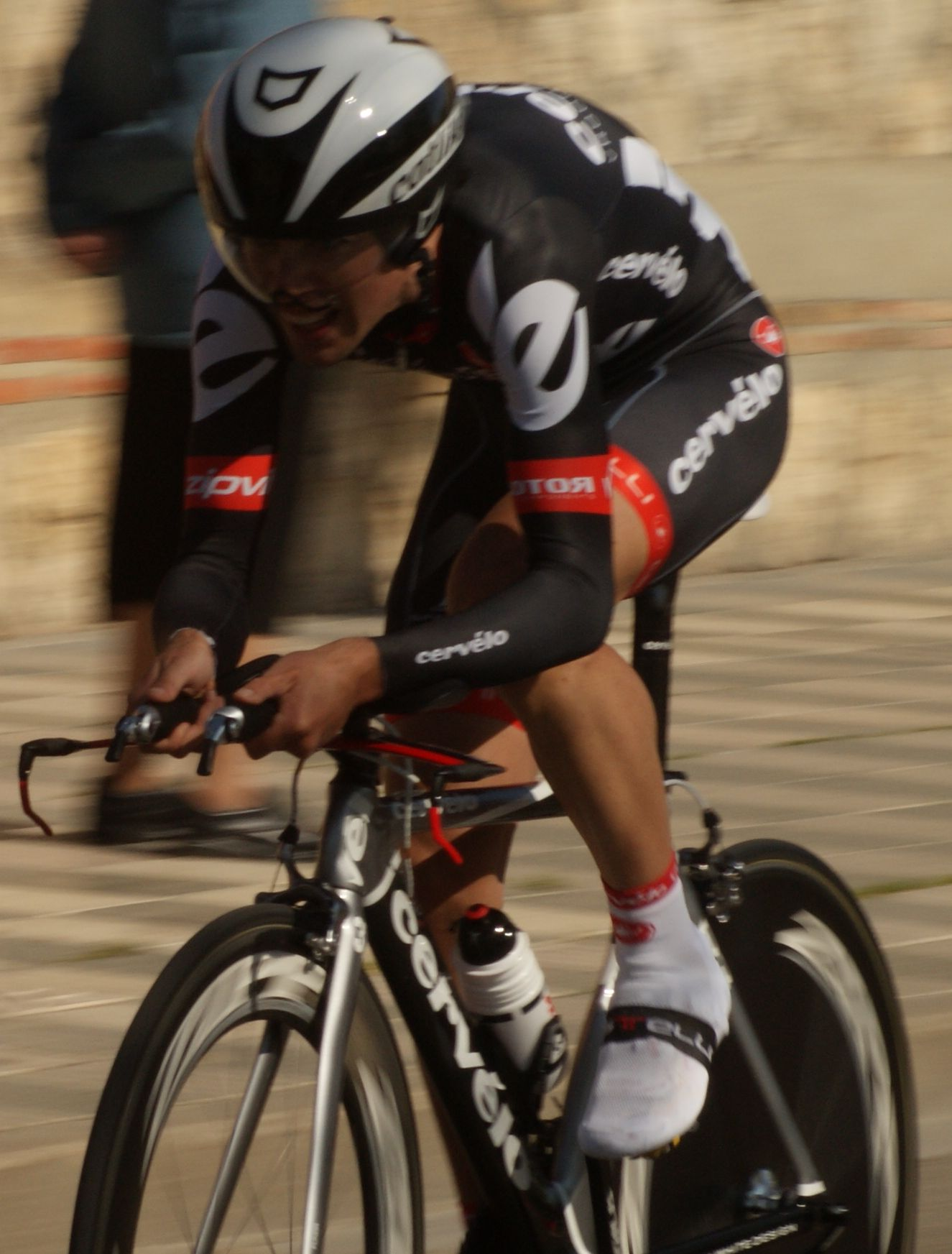
Philip Deignan